# Зимовий вечір у Гаграх
«Зимовий вечір у Гаграх» (рос. «Зимний вечер в Гаграх») — російський радянський художній фільм, музична драма, знята  Кареном Шахназаровим на кіностудії «Мосфільм» у 1985 році.

## Сюжет
Майстер чечітки, кумир 1950-х років Олексій Іванович Бєглов, переживши свою славу, працює в естрадному колективі на посаді репетитора. Він зустрічає молоду людину Аркадія, який просить Бєглова навчити його танцювати чечітку. На першому ж уроці з'ясовується, що у Аркадія огидна хода, відсутнє почуття ритму і переламана в двох місцях нога.
У випуску телепередачі «Забуті імена» Бєглов бачить повідомлення, що він помер. Він з Аркадієм приходить на телебачення повідомити, що він живий. Беглова приголомшує прохання дочки Олени не приходити на її весілля, тому що всі вважають, що батька їй замінив вітчим. В цей час, в меблевому магазині під приводом міфічної смерті Беглова, продається диван, який він собі пригледів. Ці події призводять до інфаркту.
Аркадій вирішує закінчити зі степом і виїхати додому. Він заходить до Бєглова в лікарню попрощатися і приносить телевізор. У телепередачі, яку Аркадій з Бєгловим разом дивляться, дають спростування повідомлення про смерть Бєглова і показують його концертний номер. Бєглов розповідає, як танцював степ зимовим вечором у Гаграх, куди приїхав як на курорт разом з донькою і каже, що все б віддав, щоб знову там бути. Показаний танець Бєглова з донькою, потім він вночі помирає.
У фіналі Аркадій входить в порожню будівлю Будинку культури і танцює степ.

## У ролях
- Євген Євстигнєєв —  Олексій Іванович Бєглов
- Олександр Панкратов-Чорний —  Аркадій Грачов
- Наталя Гундарева —  Ірина Мельникова, співачка
- Аркадій Насиров —  Бєглов в молодості
- Сергій Никоненко —  Валентин Іванович Фоменко, балетмейстер
- Петро Щербаков —  Олександр Олександрович, адміністратор
- Світлана Аманова —  Олена, дочка Бєглова
- Анна Іванова —  Олена в дитинстві
- Олександр Ширвіндт —  ведучий «Музичної панорами»
- Георгій Бурков —  Федір, бармен
- Олег Шкловський —  Ігор, друг Мельникової
- Микола Аверюшкін —  Серьога, продавець в меблевому магазині
- Віктор Уральський —  Міша, гардеробник
- Ольга Битюкова —  працівник телебачення
- Микола Карнаухов —  комендант
- Анатолій Кролл —  Степан, диригент  (немає в титрах)

## Знімальна група
- Режисер — Карен Шахназаров
- Сценаристи — Олександр Бородянський, Карен Шахназаров
- Оператор — Володимир Шевцик
- Композитор — Анатолій Кролл
- Художник — Валерій Філіппов